# Rafael Arozarena
Rafael Arozarena Doblado (Santa Cruz de Tenerife, 4 de abril de 1923-  Santa Cruz de Tenerife, 30 de septiembre de 2009) fue un escritor español, poeta y prosista. La obra de Arozarena está considerada, tanto por el público como por la crítica, como una de las contribuciones más interesantes a la literatura canaria de la segunda mitad del siglo XX. 
Sus inicios están ligados a autores como Víctor Galtier o Víctor Zurita; en los años cincuenta y junto a otros escritores tinerfeños (como Isaac de Vega, Antonio Bermejo y José Antonio Padrón) forma parte del grupo fetasiano, que en medio de la opresiva realidad de los años del franquismo desarrolló una visión sobre la literatura, el ser humano y su difícil relación con el mundo que constituye una pieza fundamental de la cultura canaria contemporánea. 
En 1988 obtuvo junto a Isaac de Vega el Premio Canarias de Literatura. En el año 2000 ingresa en la Academia Canaria de La Lengua.

## Obra
La obra de Rafael Arozarena, (traducida al alemán, rumano e italiano) abarca tanto la poesía como la novela. Dentro de este último ámbito, Mararía es su obra más conocida, de gran relevancia en su tierra, donde es considerada como una obra clásica de la literatura canaria. Mararía fue llevada al cine en 1998 en una irregular adaptación a cargo del director Antonio José Betancor, con la actriz lanzaroteña Goya Toledo en el papel de Mararía y con música del cantautor tinerfeño Pedro Guerra.
Rafael Arozarena, "poeta de lo inasible" según Nora Navarro, realizó además abundantes colaboraciones en la prensa de las islas Canarias. 

### Poesía
- Romancero canario (1946)
- A la sombra de los cuervos (1947)
- Alto crecen los cardos (1959)
- Aprisa cantan los gallos (1964)
- El ómnibus pintado con cerezas (1971)
- Silbato de tinta amarilla (1977)
- Desfile otoñal de los obispos licenciosos (1985)
- Amor de la mora siete (1989)
- Fetasian Sky (2003)
- Coral polinésica (2004)
- Poliedros del mar (2008)

### Narrativa
- Mararía (1973), novela[3]
- Cerveza de grano rojo (1984), novela
- La garza y la violeta (1996), novela infantil
- Fantasmas y tulipanes (1998), novela infantil
- El barco de los sueños (2003), novela infantil
- El dueño del Arco Iris (2003), relatos
- Cuentos (2003), relatos
- Los ciegos de la media luna (2008), novela
- El señor de Faldas Verdes (2018), novela corta

### Otros
- Caravane. Poemas y prosas (1991)
- Conversaciones con Rafael Arozarena] (2004), a cargo de Roberto García de Mesa.
- Obras completas, I. Novela (2006)
- Obras completas, II. Novela corta y cuentos (2006)
- Obras completas, III. Poesía (2006)
- Obras completas, IV. Artículos (2006)